# Выборы в Сенат США в Делавэре (1996)
Выборы в Сенат США в Делавэре 1996 года состоялись 5 ноября 1996 года. По итогу выборов действующий сенатор США от Демократической партии Джо Байден был переизбран на пятый срок, победив своего соперника от Республиканской партии, бизнесмена Рэймонда Клатворти. Это также первые выборы Байдена в Сенат, на которых у него был снижен процент голосов со времени своих предыдущих выборов.

## Праймериз Республиканской партии

### Кандидаты
- Рэймонд Клатворти, бизнесмен[1].
- Вэнс Филлипс, фермер.
- Уилфред Джей Пломис, консультант по нефти и газу, бывший управляющий жилым комплексом[2].

### Итоги
| Кандидат            | Избиратели | Избиратели |
| Кандидат            | Количество | %          |
| ------------------- | ---------- | ---------- |
| Рэймонд Клатворти   | 18 638     | 82,24      |
| Вэнс Филлипс        | 3 307      | 14,59      |
| Уилфред Джей Пломис | 717        | 3,17       |
| Всего               | 22 662     | 100        |

## Выборы

### Кандидаты
- Джо Байден, действующий сенатор от штата Делавэр (Демократическая партия).
- Рэймонд Клатворти, бизнесмен (Республиканская партия).
- Марк Джонс, доцент кафедры компьютерных наук в колледже Голди-Биком и бывший преподаватель Делавэрского университета (Либертарианская партия)[4][5].
- Жаклин Коссофф (Партия естественного права).

### Результаты
| Кандидат          | Партия                     | Избиратели | Избиратели |
| Кандидат          | Партия                     | Количество | %          |
| ----------------- | -------------------------- | ---------- | ---------- |
| Джо Байден        | Демократическая партия     | 165 465    | 60,04      |
| Рэймонд Клатворти | Республиканская партия     | 105 088    | 38,13      |
| Марк Джонс        | Либертарианская партия     | 3 340      | 1,21       |
| Жаклин Коссофф    | Партия естественного права | 1 698      | 0,62       |
| Всего             | Всего                      | 275 591    | 100        |

| Округ    | Джо Байден | Джо Байден | Рэймонд Клатворти | Рэймонд Клатворти |
| Округ    | #          | %          | #                 | %                 |
| -------- | ---------- | ---------- | ----------------- | ----------------- |
| Кент     | 21 463     | 54,5       | 17 922            | 45,5              |
| Нью-Касл | 114 747    | 63,94      | 64 713            | 36,06             |
| Сассекс  | 29 255     | 56,58      | 22 453            | 43,42             |
| Итоги    | 165 465    | 60,04      | 105 088           | 38,13             |